# Chorol'
Chorol' (in russo Хороль?) è un villaggio dell'Estremo Oriente russo (Territorio del Litorale). È il centro amministrativo del distretto Chorol'skij.
Si trova a sud-ovest del lago Chanka, a nord di Vladivostok.